# Fleuron (architecture)
Pour les articles homonymes, voir Fleuron, Fleuron (botanique), Fleuron (typographie) et Fleuron (vexillologie).

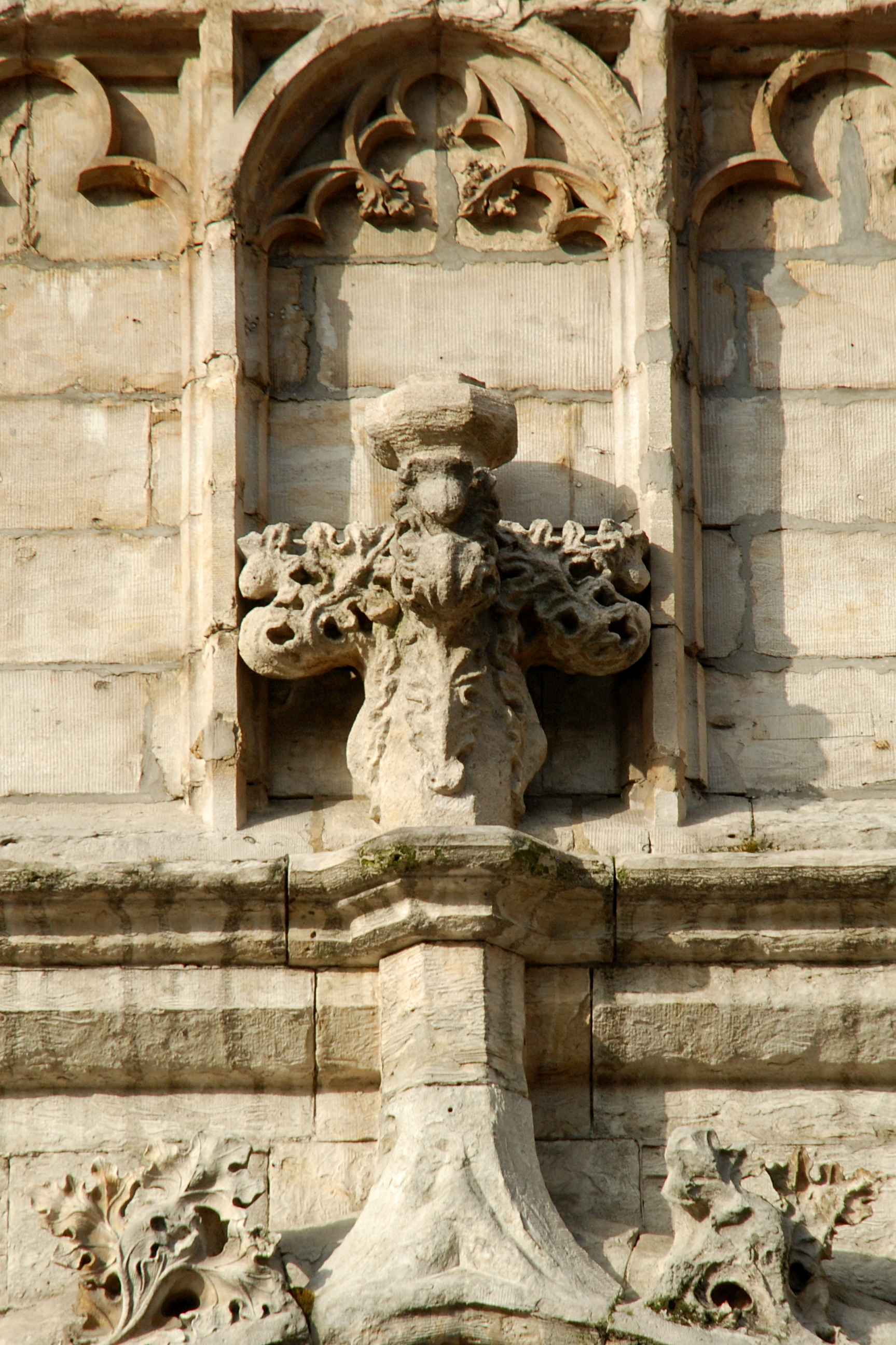
Fleuron de l'hôtel de ville de Bruxelles (Belgique).

Un fleuron est un ornement isolé, fait généralement d'un motif floral sculpté (fleur, feuille) étagé et stylisé dans tous les styles d'architecture. Il désigne plus particulièrement un motif d'ornementation décorant les sommets (gâble, pignon) dans les monuments de style gothique. Par extension, ce terme peut s'appliquer à des ornements à fonction similaire utilisés en décoration intérieure, en orfèvrerie.

## Exemples
Dans certains bâtiments de l'architecture japonaise, le fleuron est un ornement en forme de phénix, aux deux extrémités du faîte d'un toit au Byōdō-in, et datant de la fin de l'époque de Heian (794-1185).

### Dans l'architecture gothique

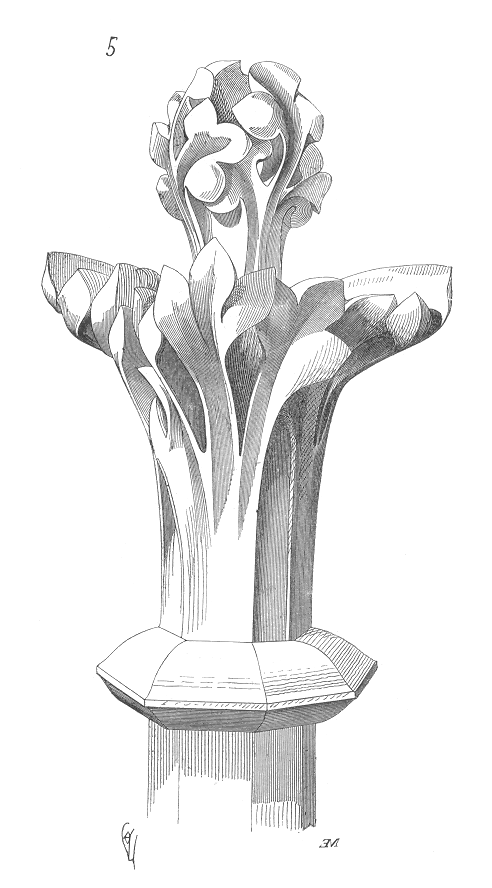
Fleuron du début du XIIIe siècle : section carrée d'un étage de quatre feuilles ou pétales se développant autour d'un bouton central proéminent.
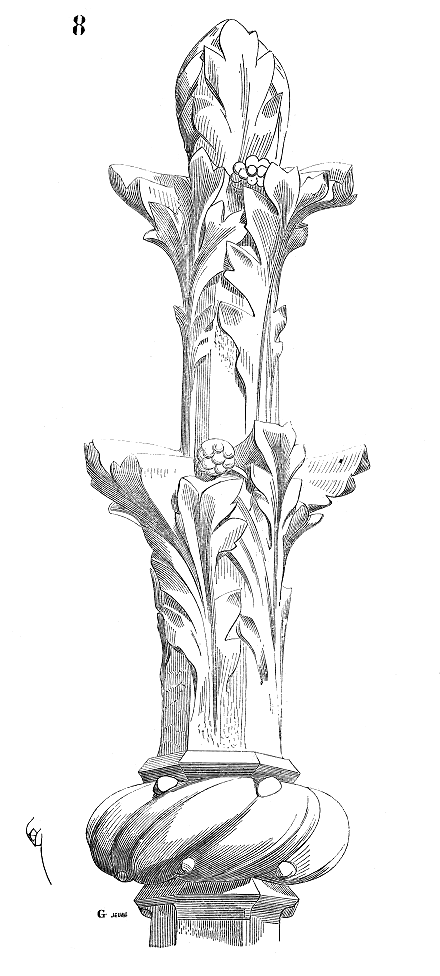
Fleuron du milieu du XIIIe siècle : deux rayons de feuillages.
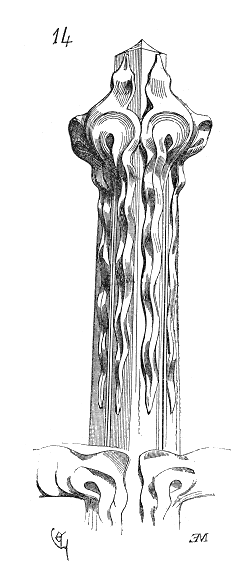
Fleuron du XVe siècle : dépouillé de feuillages.